# Nemoria rubrifrontaria
Nemoria rubrifrontaria là một loài bướm đêm trong họ Geometridae.